# Rubén Cousillas
Rubén Osvaldo Cousillas Fuse (9 de mayo de 1957, Roque Pérez, Argentina) es un exfutbolista argentino. Desde 2001 es el asistente técnico del entrenador chileno Manuel Pellegrini. Actualmente es el segundo entrenador del Real Betis Balompié.

## Legado deportivo
Su hijo Agustín Cousillas es futbolista profesional y al igual que él es arquero. Actualmente juega para Chacarita Juniors de argentina.
Es según Joan Capdevila que, explicó en una entrevista que le escuchó a Cousillas decir la palabra "quiricocho" cuando este era ayudante de Pellegrini en el Real Madrid

## Trayectoria

### Como jugador
Debutó en Almagro donde tuvo una destacada actuación.
En su etapa como jugador militó como arquero en San Lorenzo de Almagro, con el que consiguió el ascenso a Primera División del Fútbol Argentino, en el año 1982. Además, también jugó en Millonarios de Bogotá, con el que consiguió los tres títulos del Fútbol Colombiano en 1987. También jugó en Vélez Sársfield, Club Deportivo Mandiyú de Corrientes, Argentinos Juniors de Argentina, Huachipato de Chile, Deportivo Morón (1991 - 1993) y el Club Sarmiento de Roque Pérez en el que puso fin a su carrera futbolística.

### Como asistente
En su etapa como asistente, trabajó en Talleres de Córdoba y en Argentinos Juniors, pasando a asistir a San Lorenzo de Almagro, secundando a Oscar Ruggeri cuando éste asume la dirección del primer equipo. Con la llegada de Manuel Pellegrini en reemplazo de Ruggeri continúa con la misma labor. Luego continuó como ayudante del entrenador chileno cuando éste pasó al River Plate, para después acompañarlo sucesivamente en el Villarreal C.F., en el Real Madrid CF, en el Málaga CF, en el Manchester City y en el West Ham United.
Actualmente, desarrolla su labor como ayudante de Manuel Pellegrini en el Real Betis Balompié, de la Primera División Española.

## Clubes

### Como jugador
| Club                    | País                | Año                 | Partidos |
| ----------------------- | ------------------- | ------------------- | -------- |
| Almagro                 | Argentina           | 1979                | 30       |
| San Lorenzo             | Argentina           | 1980-1987           | 118      |
| Millonarios             | Colombia            | 1987-1988           | 53       |
| Deportivo Mandiyú       | Argentina           | 1988-1991           | 89       |
| Vélez Sarsfield         | Argentina           | 1991                | 4        |
| Deportivo Moron         | Argentina           | 1992                | 22       |
| Argentinos Juniors      | Argentina           | 1992-1995           | 69       |
| Huachipato              | Chile               | 1995                | 0        |
| Sarmiento (Roque Pérez) | Argentina           | 1996                | 23       |
| Total en su carrera     | Total en su carrera | Total en su carrera | 408      |

### Como asistente
| Club                | País       | Año       | Asistente de      |
| ------------------- | ---------- | --------- | ----------------- |
| Talleres de Córdoba | Argentina  | 1996      | Chiche Sosa       |
| Argentinos Juniors  | Argentina  | 1997      | Chiche Sosa       |
| San Lorenzo         | Argentina  | 1998-2000 | Oscar Ruggeri     |
| San Lorenzo         | Argentina  | 2001-2002 | Manuel Pellegrini |
| River Plate         | Argentina  | 2002-2003 | Manuel Pellegrini |
| Villarreal          | España     | 2004-2009 | Manuel Pellegrini |
| Real Madrid         | España     | 2009-2010 | Manuel Pellegrini |
| Málaga              | España     | 2010-2013 | Manuel Pellegrini |
| Manchester City     | Inglaterra | 2013-2016 | Manuel Pellegrini |
| Hebei China Fortune | China      | 2016-2018 | Manuel Pellegrini |
| West Ham United     | Inglaterra | 2018-2019 | Manuel Pellegrini |
| Real Betis          | España     | 2020-Act. | Manuel Pellegrini |

## Palmarés

#### Como jugador
- Estrella 12 de Millonarios.
- San Lorenzo de Almagro Campeón ascenso 1982

#### Como asistente
- Torneo Primera B Nacional 1997/98 con el Talleres de Córdoba
- Torneo Clausura 2001 con el San Lorenzo de Almagro
- Copa Mercosur 2001 con el San Lorenzo de Almagro
- Torneo Clausura 2003 con el River Plate
- Copa Intertoto 2004 con el Villarreal C.F.
- Copa del Rey de fútbol 2021-22 con el Real Betis Balompié